# عقد اجتماعي

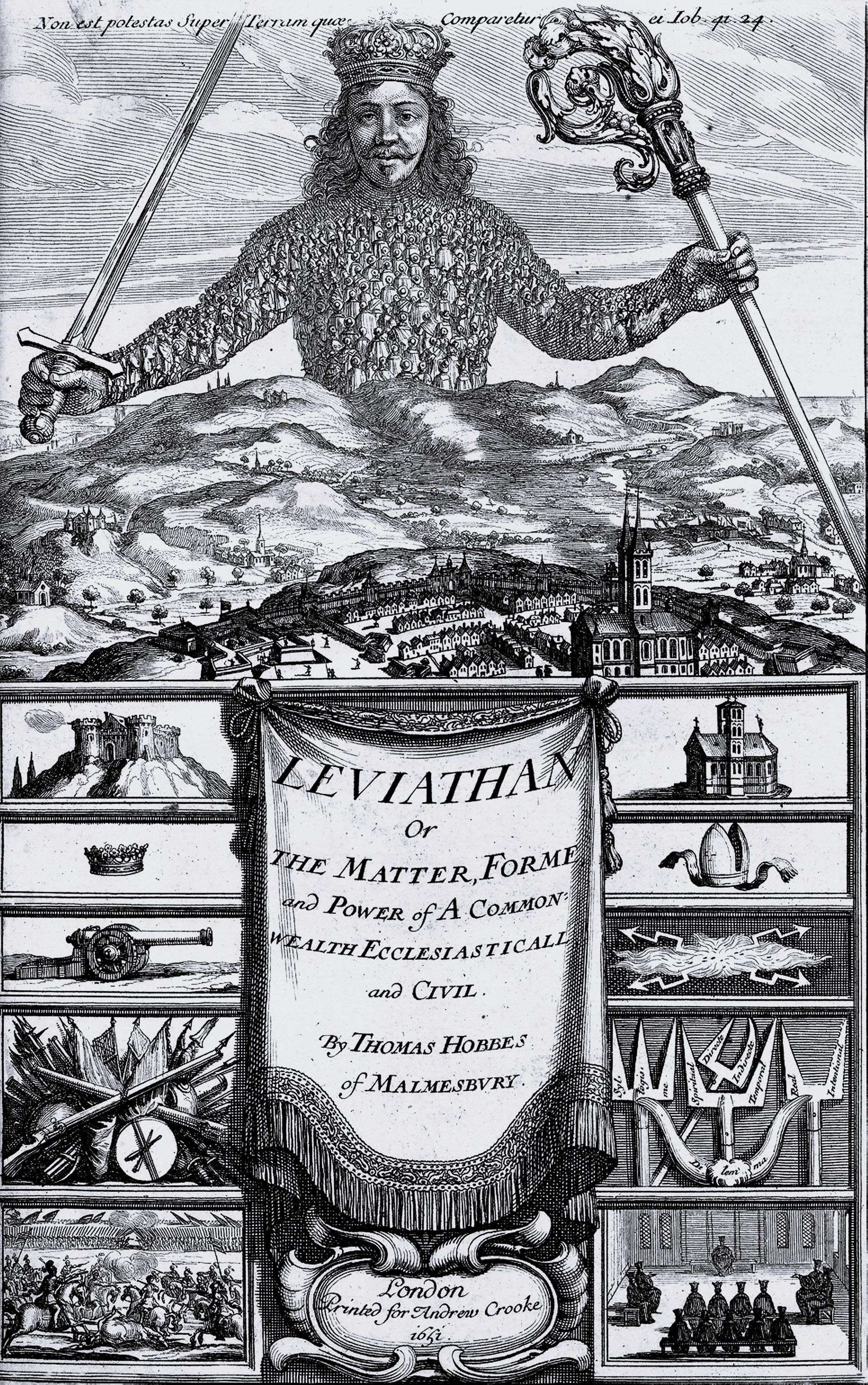
الغلاف الرئيسي لكتاب هوبز «لوياثان» الذي ناقش فيه مفهوم نظرية العقد الاجتماعي

العقد الاجتماعي في الفلسفة الأخلاقية والسياسية هو نظرية أو نموذج تبلور في عصر التنوير، ويهتم عادة بمدى شرعية سلطة الدولة على الأفراد. تنادي نظرية العقد الاجتماعي بالتحديد بأن الأفراد يقبلون بشكل ضمني أو صريح أن يتخلوا عن بعض حرياتهم ويخضعوا لسلطة الحاكم (أو لقرار الأغلبية) مقابل حماية بقية حقوقهم. ومن ثم فإن العلاقة بين الحقوق الطبيعية والشرعية هي في العادة مبحث من مباحث نظرية العقد الاجتماعي. وقد أخذ المصطلح اسمه من كتاب العقد الاجتماعي لجان جاك روسو الذي ناقش فيه هذا المفهوم.
رغم أن أفكارا مماثلة لنظرية العقد الاجتماعي ظهرت قديما في الفلسفة الإغريقية والرواقية والقانون الروماني والكنسي، إلا أن النظرية بلغت أوج أهميتها منذ منتصف القرن السابع عشر وحتى بداية القرن التاسع العشر، حيث كانت الفلسفة السياسية السائدة آن ذاك. تشترك معظم نظريات العقد الاجتماعي في نقطة انطلاقها، وهي فحص حالة الإنسان في غياب أي نظام سياسي، وأطلق توماس هوبز على ذلك «الحالة الطبيعية». في هذه الحالة، تكون أفعال الأفراد مرتبطة فقط بقوتهم ووعيهم الشخصي. وانطلاقا من هذا المفهوم المشترك، يسعى منظرو العقد الاجتماعي إلى البرهنة بشتى الطرق على السبب الذي يجعل الفرد العقلاني يتخلى طواعية عن حريته الطبيعية من أجل الحصول على منافع النظام السياسي.
برز في القرن السابع عشر والثامن عشر كثير من منظري العقد الاجتماعي والحقوق الطبيعية، منهم هوغو غروتيوس (1625)، توماس هوبز (1651)، صموئيل فون بوفندروف (1673)، جون لوك (1689)، جان جاك روسو (1762)، وإيمانويل كانط (1797). وقد حاول كل منهم حل مسألة السلطة السياسية بشكل مختلف. فقد افترض غروتيوس أن للبشر حقوق طبيعية. وقال توماس هوبز قوله الشهير بأن الحياة الإنسانية في «الحالة الطبيعية» ستكون منعزلة وفقيرة ومقرفة وبهيمية وقصيرة. ففي غياب النظام السياسي والقانون، ستغدو لدى الجميع حريات طبيعية لا حد لها، بما في ذلك حق الوصول إلى كل شيء، مما يعني أيضا حرية النهب والاغتصاب والقتل، فستكون هنالك «حرب كل ضد كل» لا نهاية لها. ومن أجل تفادي ذلك، على الرجال الأحرار التعاقد لإنشاء مجتمع سياسي (مجتمع مدني) بعقد اجتماعي ينعمون من خلاله بالأمان، وذلك لقاء خضوعهم لسلطة مطلقة لرجل أو مجلس من الرجال. وعلى الرغم أن أوامر السلطة قد تكون استبدادية ومتعسفة، إلا أن هوبز رأى في الحكومة المطلقة البديل الوحيد للأناركية المرعبة في الحالة الطبيعية. وأكد هوبز أن البشر يوافقون على التنازل عن حقوقهم لصالح سلطة الحكومة المطلقة (ملكية كانت أم برلمانية). عارض بوفندروف معادلة هوبز عن الحالة الطبيعية والحروب. كما قدم جون لوك وجان جاك روسو بديلا، فجادلا بأننا نحصل على حقوقنا المدنية مقابل قبولنا بالالتزام بمراعاة والدفاع عن حقوق الآخرين، متخلين بذلك عن بعض حرياتنا.
الفرضية الرئيسية التي تنادي بها نظرية العقد الاجتماعي هي أن القانون والنظام السياسي ليسا طبيعيين، بل هما من اختراع البشر. يعمل العقد الاجتماعي والنظام السياسي الذي ينشأ عنها كوسيلة للوصول إلى غاية، وهي منفعة الأفراد الذين يشملهم العقد الاجتماعي، ويكون العقد الاجتماعي شرعيا فقط ما داموا يؤدون ما اتفقوا عليه. ينادي هوبز بأن الحكومة ليست طرفا في العقد الأصلي، وأن المواطنين ليسوا ملزمين بالخضوع إلى الحكومة عندما تكون أضعف من أن تتصرف بحزم لتمنع التحزب والاضطراب المدني. وفقا لمنظرين آخرين عن العقد الاجتماعي، ففي حال فشل الحكومة في تأمين الحقوق الاجتماعية (كما عند لوك)، أو فشلها في تلبية أهم اهتمامات المجتمع (ما يسميه روسو «الإرادة العامة»)، يمكن للمواطنين حينها أن يمتنعوا عن طاعة الحكومة، أو أن يغيروا القيادة عبر انتخابات أو عبر وسائل أخرى، وإن لزم الأمر فيمكن اللجوء للعنف.
آمن جون لوك بأن الحقوق الطبيعية غير قابلة للمصادرة، ومن ثم فإن القانون الإلهي يمكن أن يحل محل سلطة الحكومة، بينما آمن روسو بأن الديمقراطية (الحكم الذاتي) هو الطريق الأمثل لضمان الرفاهية مع إبقاء الحرية الفردية خاضعة لحكم القانون. وقد طبقت رؤية لوك عن العقد الاجتماعي في إعلان الاستقلال الأمريكي. اندثرت نظريات العقد الاجتماعي في القرن التاسع عشر حين توجهت الأنظار إلى النفعية، والهيغلية، والماركسية، لكن أعيد إحياؤها في القرن العشرين، لا سيما على هيئة تجربة ذهنية بواسطة جون رولس.

## التاريخ
طرح مفهوم العقد الاجتماعي في الأساس من قبل غلوكون، ووصف أفلاطون ذلك في الكتاب الثاني من «جمهورية أفلاطون»:
ذكر مفهوم نظرية العقد الاجتماعي أيضا على لسان كريتو في محاورات أفلاطون. وبمرور الوقت، أصبحت نظرية العقد الاجتماعي أكثر انتشارا بعد إبيقور (341 – 270 ق.م)، وهو أول فيلسوف رأى العدالة كعقد اجتماعي، وأنها ليست صفة ملازمة للطبيعة أو ناتجة عن تدخل إلهي، وقرر أن يجعل للنظرية الصدارة في مجتمعه. وبمرور الوقت، أتى فلاسفة السياسة التقليدية والاجتماعية كلولك، هوبز، وروسو وأرسوا قواعدهم وآرائهم حول العقد الاجتماعي، مما جعل النظرية أكثر رواجا وشهرة.

### الفكر الكلاسيكي
تم الاحتفاظ بالكثير من صيغ العقد الاجتماعي التي وجدت في أقدم سجلات العالم. يروى في النص البوذي من القرن الثاني قبل الميلايد، ماهافاستوا، أن أسطورة ماهاساماتا وقعت كما يلي:
كما ذكر على مراسيم الملك أسوكا الصخرية أنه نادى بصياغة عقد اجتماعي كبير وبعيد المدى. ويعكس الفينايا البوذي أيضا العقود الاجتماعية المتوقع من الرهبان اتباعها. فعلى سبيل المثال، عندما تصدر شكوى عن أناس في بلدة ما من أن الرهبان يقطعون أشجار الساكا، فإن البوذا يأمر رهبانه بالتوقف عن ذلك واحترام العادات المجتمعية.
وفي القرن الرابع قبل الميلاد، امتلك إبيقور فهما قويا لمفهوم العقد الاجتماعي وتأصل العدالة والقانون في الاتفاق والمنفعة المتبادلين، ويتضح ذلك في ما يلي من كتابه «المذاهب الرئيسية»:
32. إن تلك الحيوانات التي لا تستطيع الالتزام باتفاقيات فيما بينها لئلا تؤلم أو تضر بعضها البعض هي كائنات بلا عدالة أو ظلم، والأمر عينه ينطبق على أولئك الناس الذين لا يمكنهم ولن يمكنهم إبرام اتفاقيات لئلا تؤلم أو تضر بعضها البعض.

### تطورات عصر النهضة
يجادل كوينتين سكينر بأن العديد من التطويرات الحديثة التي أدخلت على نظرية العقد الاجتماعي مذكورة في كتابات الكالفنيين والهوغونوتيونيين الفرنسيين، وقد استشهد بأعمالهم كتاب البلدان المنخفضة الذين اعترضوا على إخضاعهم لإسبانيا، ولاحقا الكاثوليك من إنجلترا. [8] يمكن اعتبار فرانشسكو سواريز (1548 – 1617)، من مدرسة سالامانكا، كواحد من أول المنظرين لنظرية العقد الاجتماعي والقانون الطبيعي كمحاولة لتقييد الحق الإلهي للملكية المطلقة. تمكنت كل تلك الجماعات من تفصيل أفكار عن السيادة العامة عن طريق مواثيق أو عقود اجتماعية، ودارت كل هذه الجدالات حول «الحالة الطبيعية»، وصولا إلى أن أساس السياسة هو أن كل إنسان بطبيعته حر من الخضوع لأي حكومة.
ومع ذلك، فقد اعتمدت هذه الجدالات على نظرية مؤسسية وجدت في القانون الروماني، ووفقا لها فإن «الشعب» يمكن ان يتواجد ككيان شرعي مستقل. وعليه فإن هذه الجدالات ترى أنه من الممكن أن تنضم جماعة من الناس إلى الحكومة لأن لديها القدرة على تمثيل إرادة واحدة ولديها صوت واحد في اتخاذ القرارات بعيدا عن السلطة السيادية –وهي فكرة رفضها هوبز والعديد من منظري العقد الاجتماعي اللاحقين.

## نظريات تفسير العقد الاجتماعي

### أولاً توماس هوبز
في محاولة لدراسة نشوء المجتمعات الإنسانية، انطلق هوبز من السؤال التالي:
لماذا يجب علينا أن نخضع للسلطة؟
وللإجابة على هذا السؤال، قام هوبز بوضع نفسه في مرحلة (ما قبل المجتمع) الافتراضية ومن ثمّ قارن بينها وبين الحالة (المجتمعية)، ليستنتج بعدها الأسباب التي دعت لنشوء تلك المجتمعات والمكاسب التي تحققت منها.
وجد هوبز أنّ الإنسان في مرحلة ما قبل المجتمع (الحالة الأصلية State of Nature) يتركز اهتمامه في «المصلحة الذاتية»، ومع وجود مصادر محدودة وغياب سلطة تجبر الأفراد على التعاون، استنتج أن الحياة في مثل هذه البيئة ستكون (صعبة التحمل) وقاسية جدا، بحيث يخشى كلّ فرد على حياته من الآخر، ولا يستطيع أحدهم ضمان تلبية حاجاته ورغباته لمدّة زمنية طويلة، وعليه استنتج أن مرحلة (ماقبل المجتمع) الهمجية، تحوي أسوأ ظروف يمكن أن يعيشها الإنسان، مما يطرح وبقوة ضرورة تكون التجمعات البشرية والقوانين التي تحكمها. كما وصف هوبز الإنسان في حالة الطبيعة State of Nature (يقصد بحالة الطبيعة: الحالة التي كان عليها الإنسان قبل وجود أي شكل من اشكال الحكومة) بانه اناني وهمجي وفقير.
رأى هوبز أن الطريق للخروج من الحالة السابقة يتم عبر الاتفاق على العيش تحت (قوانين مشتركة) والاتفاق على إيجاد (آلية لفرض القوانين) عن طريق سلطة حاكمة، ويرى هوبز بضرورة وجود «سلطة مطلقة» وإن ظهرت لديها انحرافات بسبب (غلبة العاطفة على المنطق) ولكنه تقبل ذلك، معللاً رأيه بأن (السّلطة هي الشيء الوحيد الذي يقف بيننا وبين العودة للهمجية).
كما انه يرى ان الطريقة الصحيحه والوحيده لتشكيل الحكومة هي الملكية المطلقة والتي تعطي الحق للملك بان يمتلك صلاحيات مطلقه وغير قابلة لتقييم أو المحاسبة، وقد عبر عن ذلك في أشهر أعماله السياسية لفايثن leviathan والذي صدر بعد عودته من فرنسا في 1651.
ومن اجل اثبات ذلك اخترع هوبس نظرية العقد الاجتماعي Social Contract ثم لاحقا تحدث فيها جون لوك وجون جاك روسو.

### ثانياً جون لوك
استخدم لوك نفس المنهجية السابقة لهوبز، إلاّ أنه اختلف معه في كون (الحالة الأصلية State of Nature) مع انعدام القوانين فيها فأنها تحتوى على أسس أخلاقية، وبالتالي فهي (ممكنة التحمّل) ولها أمثلة واقعية، وليست «افتراضية» كما هو الحال عند هوبز.
كما أختلف لوك مع هوبز أيضا في معارضته لمبدأ «السلطة المطلقة» ورأى أنّ الفرد له حقّ مقاومة السّلطة «الغاشمة»، انطلاقا من مبدأ الدفاع عن النفس.

### ثالثاً جان جاك روسو
خالف جان جاك روسو سابقيه (هوبز ولوك) في افتراضهما كون (الحالة الأصلية State of Nature) هي حالة مليئة بالمشاكل والظروف السيئة، بل على العكس توقع روسو أن الناس كانوا في تلك الحالة يعيشون حالة اكتفاء ذاتي وسلام في ظلّ مبادئ أخلاقية.
يرى روسو أنّ التجمّع أتى نتيجة لعوامل اقتصادية مثل الاختراعات وتطور عوامل الإنتاج وتقسيم العمل، ممّا أنشأ قيماً «جماهيرية» جديدة ناتجة عن المقارنة مثل (الخجل والحسد والفخر..) وأهمّ هذه القيم في رأي روسو هي (الملكية الخاصة)، حيث يعتبر إيجاد هذه الفكرة منحنى تاريخياً مهماً في مسيرة البشرية.
ويعود سبّب ظهور (الملكية الخاصة)، حسب روسو، إلى ظهور قيم أخرى مثل (الجشع، المنافسة، عدم المساواة...) الشيء الذي أخرج البشرية من حالتها الأصلية«الطاهرة».
وكنتيجة للملكية الخاصة انقسم الناس إلى أصحاب أملاك وإلى عمّال لديهم، مما أوجد نظام (الطبقات الاجتماعية)، أدرك أصحاب الأملاك أنّ من مصلحتهم إنشاء «حكومة» لتحمي ملكياتهم من الذين لا يمتلكونها ولكنهم يعتقدون أنهم قادرون على الاستيلاء عليها بالقوّة، ومن ثمّ تمّ تأسيس الحكومة من خلال «عقد» ينصّ على توفير المساواة والحماية للجميع بلا استثناء، على الرغم من أن الغرض الحقيقي من إنشاء مثل هذه الحكومة هو تكريس «اللامساواة» والتي نتجت عن الملكية الخاصة، الشيء الذي يراه روسو السبب في معاناة المجتمعات الحديثة.

## وصلات خارجية
- نظرية العقد الاجتماعي